# Lev Viktorovitch Kotchoubeï
Pour les autres membres de la famille, voir Famille Kotchoubeï.
Prince Lev Viktorovitch Kotchoubeï. (en alphabet cyrillique:Князь Лев Викторович Кочубей). Né le 28 avril 1810, décédé le 10 février 1890 à Nice. Conseiller d'État, Maréchal de la noblesse (oblast de Poltava) (1850), Conseiller privé (1859), fondateur et premier Président de la Société agricole de Poltava (1865-1878).

## Famille
Fils aîné du prince Viktor Pavlovitch Kotchoubeï et de son épouse Maria Vassilievna Vassiltchikova.
Le 1er novembre 1839, Lev Viktorovitch Kotchoubeï épousa Ielizaveta Vassilievna Kotchoubeï (1821-1897), fille de Vassili Vassilievitch Kotchoubeï et de son épouse Varvara Nikolaïevna Rakhmanova.
Le prince Lev Viktorovitch Kotchoubeï eut un fils illégitime 
- Viktor Lvovitch Gritsenko : (1854-1893). Il fut en poste à l'ambassade de Russie à Constantinople[1].

## Biographie

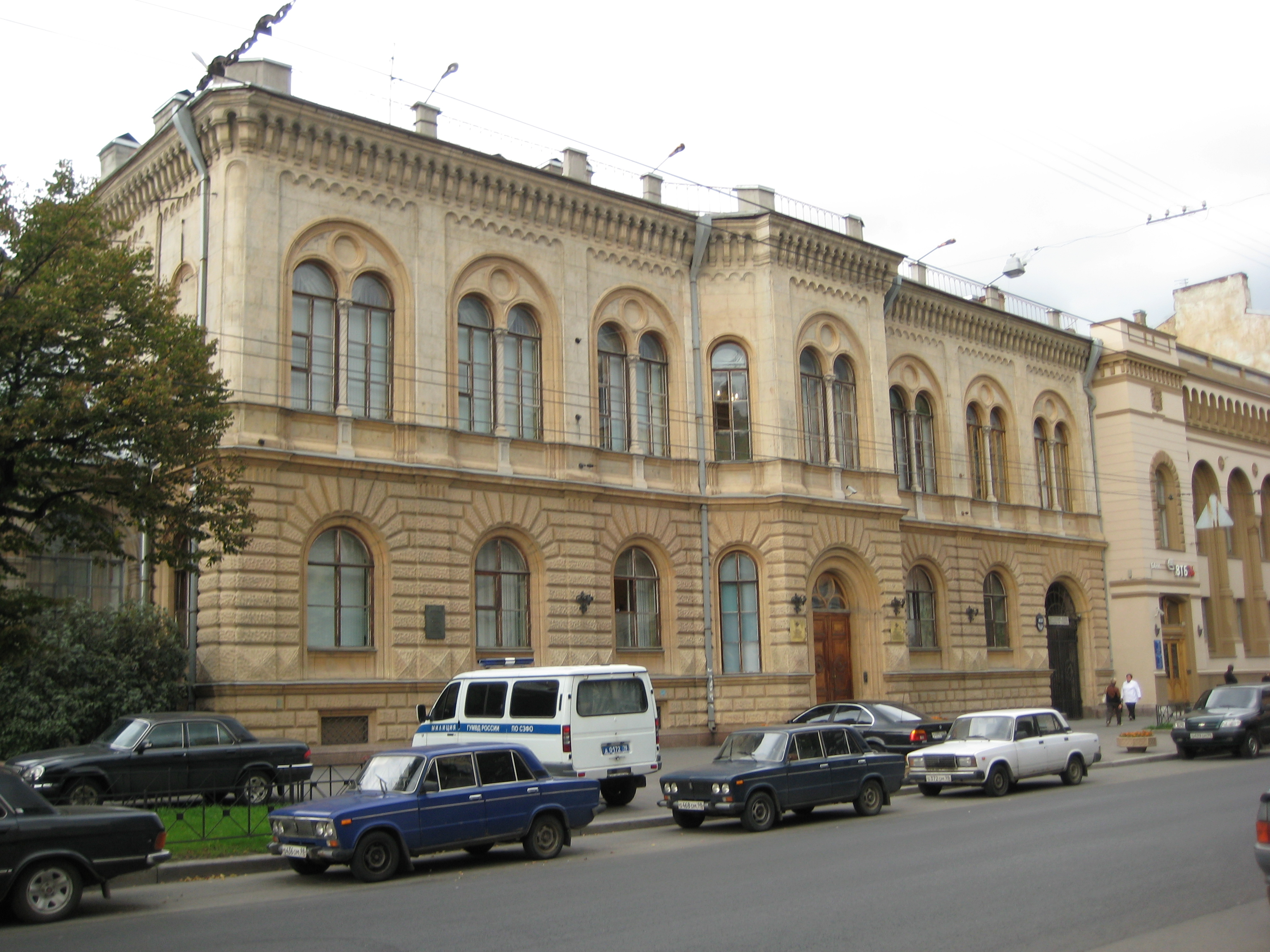
Maison du Prince Lev Viktorovitch Kotchoubeï au 30, rue Tchaïkovski à Saint-Pétersbourg.

Lev Viktorovitch Kotchoubeï avait pour ascendant Küçük, un bey tartare de Crimée.

### Évolution de la carrière militaire
- 1828 : cornette.
- 1830 : . Lieutenant.
- 1836: . Capitaine.
- 1837 : . Colonel.

### Carrière militaire

Insigne militaire du 1er Corps des Gardes

Né dans une famille ukrainienne, propriétaire de domaines à Dikanka, il étudia au Corps des Pages, puis en 1828, au grade de cornette, il fut incorporé au Régiment de Cavalerie de la Garde de Sa Majesté l'Impératrice Maria Fiodorovna. En 1830, au grade de lieutenant, il prit part à la répression menée contre les insurgés Polonais. En juin 1831, sa bravoure lors de l'assaut des fortifications de Varsovie lui valut l'Ordre de Saint-Vladimir (4e classe - avec épées et arcs). En 1834, il occupa le poste d'adjoint du grand-duc Mikhaïl Pavlovitch de Russie commandant du 1er Corps des Gardes.
En 1836, le prince Kotchoubeï fut élevé au grade de capitaine. En 1837, il quitta l'armée impériale au grade de colonel.

### Carrière politique
Les premières années de sa retraite, le prince vécut de l'agriculture sur ses terres à Dikanka.
En 1844, le prince Kotchoubeï confia à l'architecte russe Roman Ivanovitch Kourmine la construction d'une maison (aujourd'hui, située au 30, rue Tchaïkovski) à Saint-Pétersbourg. Les travaux de construction de cette bâtisse durèrent deux ans. L'architecte du projet Harald Julius von Bosse acheva la construction de ce manoir. En 1846, Lev Viktorovitch Kotchoubeï prit possession de sa demeure à Saint-Pétersbourg et occupa le poste de conseiller de collège au ministère de la Justice de l'Empire russe (grade civil situé au 6e rang à la Table des rangs). Après avoir vécu quelque temps dans son manoir à Saint-Pétersbourg, le prince Kotchoubeï vendit cette maison au prince Sergueï Grigorievitch Stroganov (1829-1911).
Le prince Lev Viktorovitch Kotchoubeï occupa le poste de vérificateur des institutions judiciaires à Orel, Koursk, Voronej et dans les provinces de Tambov.
Il fut promu conseiller d'État (grade civil situé au 4e rang de la Table des rangs).
De 1853 à 1859, élu par deux fois, il fut maréchal de la noblesse de la province de Poltava. De 1865 à 1878, il occupa le poste de Président de la Société agricole de Potava.
En 1859, il quitta ses fonctions de Président de la Société agricole de Poltava et fut nommé conseiller privé (grade civil occupant le 3e rang de la Table des rangs).
En 1853, année de la déclaration de la guerre en Crimée, il participa à la création d'une milice.

### Retraite à Nice
Les dernières années de sa vie, le prince Kotchoubeï vécut à Nice avec son épouse, il s'installa dans un manoir qu'il fit construire en 1878.

## Décès et inhumation
Le prince Lev Viktorovitch Kotchoubeï décéda le 10 février 1890 à Nice. Il fut inhumé au cimetière orthodoxe de Caucade, en 1897, son épouse fut enterrée à ses côtés.